# Enna jullieni
Enna jullieni là một loài nhện trong họ Trechaleidae.
Loài này thuộc chi Enna. Enna jullieni được Eugène Simon miêu tả năm 1898.